# Василиос Агорастос
Василиос Агорастос (на гръцки: Βασίλειος Αγοραστός) е гръцки офицер и революционер, деец на Гръцката въоръжена пропаганда в Македония от началото на XX век.

## Биография
Василиос Агорастос е роден в 1864 година в Битоля. Присъединява се към гръцката пропаганда и става близък сътрудник на Йон Драгумис.
В 1913 година, когато след Междусъюзническата война Битоля остава в Сърбия, Агорастос емигрира в съседния Лерин, останал на гръцка територия. Става управител на ном Лерин. Умира в Лерин в 1925 година. Погребан е в гробището „Агиос Георгиос“.